# موریس در المپیک تابستانی ۲۰۲۴
کاروان المپیکی موریس، یکی از کاروان‌های شرکت‌کننده در بازی‌های المپیک تابستانی ۲۰۲۴ بود. این دوره از بازی‌ها از ۲۶ ژوئیه تا ۱۱ اوت ۲۰۲۴ (۵ تا ۲۱ امرداد ۱۴۰۳ خورشیدی) به میزبانی پاریس، پایتخت فرانسه برگزار شد. این حضور، یازدهمین حضور پیاپی این کاروان در المپیک پس از نخستین حضور در المپیک ۱۹۸۴ بود. این کاروان در این دوره موفق به کسب مدال نشد.

## شرکت‌کنندگان
ورزشکاران این کاروان در جدول زیر فهرست شده‌اند.
| ورزش             | مردان | زنان | مجموع |
| ---------------- | ----- | ---- | ----- |
| دو و میدانی      | ۱     | ۱    | ۲     |
| بدمینتون         | ۱     | ۱    | ۲     |
| دوچرخه‌سواری      | ۱     | ۲    | ۳     |
| جودو             | ۱     | ۰    | ۱     |
| قایقرانی بادبانی | ۱     | ۱    | ۲     |
| شنا              | ۱     | ۱    | ۲     |
| سه‌گانه           | ۱     | ۰    | ۱     |
| مجموع            | ۷     | ۶    | ۱۳    |